# Isojoki (vattendrag i Finland, Egentliga Finland)
Isojoki är ett vattendrag i Finland.   Det ligger i landskapet Egentliga Finland, i den sydvästra delen av landet, 190 km väster om huvudstaden Helsingfors.